# 馬治艾加沙
馬治艾加沙（阿拉伯语：‎ ，希伯來語：‎ ) 是约旦河西岸耶利哥省的一个巴勒斯坦人村庄，位于耶利哥北面34.8（21.6英里）公里。根据巴勒斯坦中央统计局（PCBS）的数据，在2007 年人口普查中，馬治艾加沙的人口为 193 人。

## 位置
馬治艾加沙东部与约旦河接壤。附近的巴勒斯坦社区包括有东北部的阿茲蘇貝達 、南部和西部的艾爾捷夫歷。 

## 历史
自1948年阿以戰爭開始至1949停戰協議達成後，馬治艾加沙由約旦統治，1950年正式被約旦吞併。
自 1967 年的六日战争以来，馬治艾加沙一直处于以色列占领之下。
1970 年，以色列從馬治艾加沙没收了 509 德南的村庄土地，以建造艾加文定居点。 
在1995 年奧斯陸協議訂立後，馬治艾加沙有 4% 的土地被划为B 区，其余 96% 被划为C 区。 
在 2007 年的人口普查中，馬治艾加沙的人口为 193 人，其中男性 92 人，女性 101 人。总户数为 43 户，居住在 50 个房屋单元內。 

## 外部連結
- 馬治艾加沙村（便覽） （页面存档备份，存于） ，耶路撒冷应用研究所(ARIJ)
- 馬治艾加沙村概况 （页面存档备份，存于）
- 馬治艾加沙航拍照片 （页面存档备份，存于）
- 馬治艾加沙, ARIJ的地方发展重點和需求 （页面存档备份，存于）